# حوا لازاروس-یافه

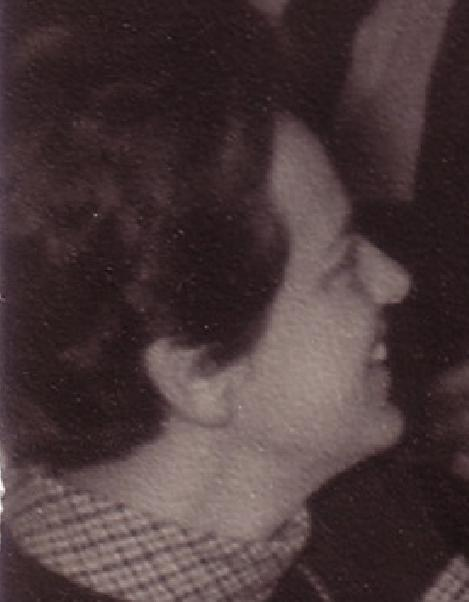

حوا لازاروس-یافه (به انگلیسی: HAVA LAZARUS-YAFEH) (به عبری: חוה לצרוס-יפה) (زادهٔ ۶ مه ۱۹۳۰ میلادی ویسبادن آلمان – درگذشتهٔ ۶ سپتامبر ۱۹۹۸ میلادی)، استاد تمدن اسلامی دانشگاه عبری اورشلیم بود.
او در سال ۱۹۶۶ محقق ارشد، در سال ۱۹۷۳ دانشیار و در سال ۱۹۸۰ استاد دانشگاه شد. او در سال ۱۹۶۵–۱۹۶۶ محقق مدعو دانشگاه هاروارد شد.
زمینه‌های کاری او، اسلام دینی، اسلام و یهودیت و شاعران صوفی قرون وسطی اسلامی و بنیادگرایان دینی عصر مدرن بود.

## آثار

### کتاب‌ها
- Intertwined Worlds: Medieval Islam and Bible Criticism (Princeton University Press, 1992)
- Some Halachic Differences Between Judaism and Islam (1981)
- Studies in al-Ghāzzālī (Magnes Press, Hebrew University, 1975)
- An Inquiry Into Arabic Textbooks (1972)

### مقالات
- Some neglected aspects of medieval Muslim polemics against  1996
- Muslim Authors on Judaism and Jews. Jerusalem, The  1996
- Tahrif and thirteen Torah scrolls.  ۱۹۹۵
- Continuity and innovation in Egyptian Islam.  ۱۹۹۴
- Medieval Muslim attitudes towards the Qur'an and the Bible.  ۱۹۹۳
- Die islamische reaktion auf den Rationalismus.  ۱۹۹۲
- Jewish knowledge of the Qur'an.  ۱۹۹۱
- The contribution of a Jewish convert from Morocco to Muslim  1990
- Contemporary fundamentalism - Judaism, Christianity, Islam.  ۱۹۸۸
- Queen Ester - one of the Marranos?  ۱۹۸۷

### مقاله‌ها دردانشنامه اسلام
- Taḥrīf
- ʿUzayr
- TAWRAT

### بازبینی
- Hava Lazarus-Yafeh: Studies in al-Ghazzālī. [v], 542 pp. Jerusalem: Magnes Press, Hebrew University, 1975